# 泰迪·比斯夏普
泰迪·比斯夏普（英語：Teddy Bishop；1996年7月15日—）是一位英格蘭足球運動員。場上的位置是中場。效力於英格蘭足球冠軍聯賽球隊葉士域治。他也代表英格蘭國家青年隊參賽。

## 外部連結
- Ipswich Town Profile （页面存档备份，存于）
- 足球数据库：泰迪·比斯夏普的球员统计数据